# Stiepan Gromieka
Stiepan Gromieka (ur. 1823, zm. 15 września 1877) – rosyjski polityk i publicysta, gubernator siedlecki w latach 1867-1875.
Pochodził z rodziny szlacheckiej. Początkowo służył jako żandarm na kolei rosyjskiej, następnie uzyskał stanowisko naczelnika wydziału w ministerstwie spraw wewnętrznych. Publicysta Otieczestwiennych zapisków, Sowriemiennika, Russkogo wiestnika. Autor polemik z Aleksandrem Hercenem, korzystając ze złagodzenia cenzury w Imperium Rosyjskim w drugiej połowie lat 50. XIX w. publikował teksty w duchu umiarkowanego liberalizmu. Polemizował z ideami nihilizmu ("bazarowszczyzny" - od nazwiska bohatera powieści Iwana Turgieniewa Ojcowie i dzieci), krytykował koncepcje Nikołaja Czernyszewskiego, któremu zarzucał egoizm.
W 1864, powołany do udziału w komisji ds. przeprowadzenia reformy uwłaszczeniowej w Królestwie Polskim, porzucił działalność publicystyczną. W 1867 został mianowany gubernatorem siedleckim. Był już wtedy związany ze środowiskiem rosyjskich nacjonalistów skupionym wokół Michaiła Katkowa i Iwana Aksakowa. Podległa mu administracja brała udział w trwającej od 1867 do 1875 antyunickiej kampanii, zakończonej likwidacją unickiej diecezji chełmskiej. W celu szybszego i skuteczniejszego zmuszenia miejscowych unitów do przystąpienia do Rosyjskiego Kościoła Prawosławnego Gromieko kierował do zbuntowanych parafii unickich oddziały wojska, które tłumiły wszelkie protesty.
Ojciec rosyjskiego fizyka Ippolita Gromieki, krytyka literackiego Michaiła Gromieki i ihumeni Atanazji, organizatorki, pierwszej i jedynej przełożonej monasteru św. Antoniego w Radecznicy.